# Bobo-Tiénigbé
Bobo-Tiénigbé est une localité du centre de la Côte d'Ivoire, et appartenant au département de Mankono, Région du Worodougou.
La localité de Bobo-Tiénigbé est créée chef-lieu de commune en 2008. Elle perd ce statut en mars 2012.